# Драгомирово (Великотырновская область)
Драгомирово (болг. Драгомирово) — село в Болгарии. Находится в Великотырновской области, входит в общину Свиштов. Население составляет 568 человек (2022).

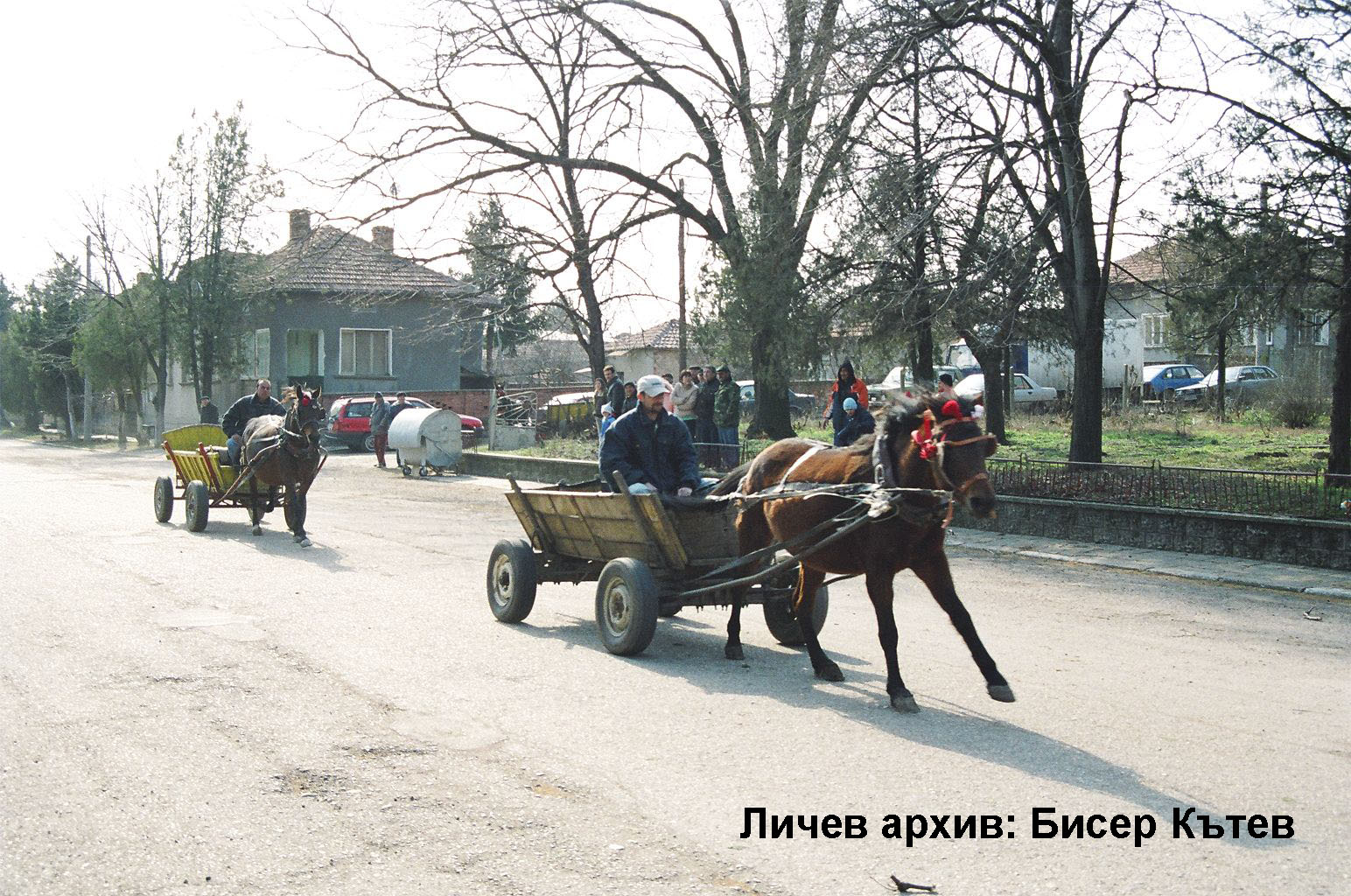

## Политическая ситуация
В местном кметстве Драгомирово, в состав которого входит Драгомирово, должность кмета (старосты) исполняет Христо Вырбанов Йорданов (Национальное движение «Симеон Второй» (НДСВ)) по результатам выборов.
Кмет (мэр) общины Свиштов — Станислав Петров Благов (коалиция в составе 4 партий: Болгарский земледельческий народный союз (БЗНС), Союз свободной демократии (ССД), Союз демократических сил (СДС), либеральная инициатива «За демократическое европейское развитие» (ЛИДЕР)) по результатам выборов.